# Ясінський Богдан Дмитрович
Богда́н Дми́трович Яс́інський (1 січня 1923, м. Станіслав, нині Івано-Франківськ — 28 липня 2002, Київ) — громадський діяч української діаспори у США, педагог і бібліотекознавець, провідний спеціаліст відділу україніки в Бібліотеці Конгресу США. Брат Марії Ясінської-Мурованої.

## Біографія
Закінчив школу і гімназію у Станіславі (нині Івано-Франківськ). З 1939 р. — член ОУН. З 1940 р. — у відділі пропаганди ОУН. З 5 травня 1943 р. — вояк дивізії «Галичина». Був учасником бою під Бродами.
Після Другої світової війни навчався у Вільному Українському Університеті (1948–1949, Мюнхен).
Наприкінці 1940-х років емігрує до США. У 1962 р. закінчує Джорджтаунський університет (за фахом дипломатія і консульська служба). У 1957–2002 рр. працював у Бібліотеці Конгресу США.
Співзасновник і директор школи українознавства ім. Т.Шевченка у Вашингтоні (1968–1989). Віце-президент Товариства «За Патріархат» (1966–1967), голова об'єднання українців Вашингтона (1964–1965, 1970–1972), голова управи Українських Бібліотекарів Америки, член Американського Бібліографічного Товариства (ALA), член НТШ- Америка, активний член Українського Народного Союзу.

## З творчого доробку
- Вістник. Місячник літератури, мистецтва, науки й громадського життя. 1933–1939: систематичний бібліографічний покажчик змісту / Т. В. Добко, Б. Д. Ясінський ; НАН України ; Нац. б-ка України ім. В. І. Вернадського ; Бібліотека конгресу США ; Наук. т-во ім. Шевченка / О. С. Онищенко (наук. ред.). – К. : Вашингтон ; Нью-Йорк : НБУВ, 2002. – 340 с.
- ЛІТЕРАТУРНО-НАУКОВИЙ ВІСТНИК. Покажчик змісту. Том 1-109. (1898–1932) Упорядник — Богдан Ясінський. Київ — Нью-Йорк, 2000, 544 стор.
- Зведений каталог українських журналів і журналів інземними мовами, які стосуються України, виданих в Україні і знаходяться у США, на 1 січня 2000 р. База даних Бібліотеки Конгресу США. 973 назви.
- Бібліографія «Століття українського друку у США: 1897–1998 рр. (книги, журнали і газети)». 1998.
- Богдан Ясінський. Україніка у бібліотеці Конгресу США. // Схід, № 6 (37), листопад-грудень 20000 р., с. 34-35.